# Thymus bashkiriensis
Thymus bashkiriensis — вид рослин родини глухокропивові (Lamiaceae), ендемік східно- та південно-європейської частини Росії.

## Опис
Напівкущик, який утворює досить густі дернинки. Стебла сильно розгалужені. Квітконосні пагони до 6 см висоти, опущені під суцвіттям короткими, вниз відігнутими волосками, густо облиствлені. Листки черешкові, лінійно-лопатчаті, з опуклими бічними жилками, по краю, майже до середини війчасті. Суцвіття головчате, щільне. Вінчик темно-ліловий. Цвіте в червні-серпні, плодоносить у серпні-вересні. Розмноження вегетативне і насіннєве. Зростає в спільнотах кам'янистого степу і на скельних оголеннях.

## Поширення
Ендемік східно- та південно-європейської частини Росії.